# Държавно устройство на Република Ирландия
Ирландия е парламентарна република.

## Президент
Президентът е държавен глава на Ирландия, избира се пряко от народа в продължение на 7 години и има право на още един мандат максимум.

## Законодателна власт
Парламентът на Република Ирландия е двукамарен, долна камара (Камара на представителите) и горна камара (Сенат).
Долната камара се състои от неопределен брой членове, които могат да варират от 160 до 170 души, които са достигнали най-малко 21 години и са ирландски граждани или Обединеното кралство. Изборите са на всеки 5 години.
Горната камара се състои от 60 души, 11 от които са назначени от министър-председателя, 6 са избрани от големите университети в страната, сенатори и местни съветници и други определени професионални групи.